# Tropico 5
Tropico 5 es un videojuego de construcción y gestión desarrollado por Haemimont Games y lanzado el 23 de mayo del 2014. Por primera vez en la serie Tropico el juego cuenta con un modo multijugador competitivo y cooperativo hasta para cuatro jugadores. Los jugadores son capaces de construir ciudades en la misma isla, permitiendo la opción de trabajar en conjunto o en contra.

## Jugabilidad
El objetivo, como en todos los juegos de Tropico, será el de mantenernos al frente del gobierno de la isla Tropical. Se trata de una ínsula paradisíaca cuyo gobierno inicial es un títere de una Potencia mundial. El juego nos permite escoger entre distintos modos, contando con una campaña cuyas primeras fases harán las veces de tutorial, un modo libre y, por vez primera en la saga, la oportunidad de participar en partidas con otros jugadores. A grandes rasgos, no hay cambios exagerados entre cualquiera de estos modos de juego, si bien entraremos a concretar los detalles de cada uno un poco más adelante.
Una de las apuestas de Tropico 5 ha sido la de aumentar el nivel de dificultad con respecto a lo visto en episodios anteriores. También la apuesta por distintas eras que podemos definir en el caso de optar por partidas personalizadas y que cuentan con edificios específicos. La historia se sitúa a inicios del siglo XX y podemos alcanzar la era actual, y por el camino observamos cambios jugables en las circunstancias de la partida que, por ejemplo, afectarán al comercio sobre la base de las condiciones históricas de cada época.
Uno de los elementos que en mayor medida acaban afectando a la dificultad, es precisamente el de nuestra relación con los cambios. Por ejemplo durante la Segunda Guerra Mundial nuestras exportaciones se dispararán radicalmente para abastecer a los países que participan del conflicto, y, sin embargo, durante la posterior Guerra Fría tendremos que reformular nuestro crecimiento de una forma totalmente distinta ante los cambios de las circunstancias y de las facciones que van entrando y saliendo de nuestra partida. Tropico 5 busca de este modo que seamos más versátiles.

## Recepción
Trópico 5 recibió comentarios ligeramente más positivos que negativos. Sitios web como GameRankings y Metacritic le dieron 75,24% de nota basado en 34 comentarios y 75/100 basada en 51 comentarios.

## Requisitos de jugabilidad

### Microsoft Windows
Requisitos Mínimos:
- SO: Windows Vista SP2, Windows 7, Windows 8
- Procesador: 2 GHz Dual Core CPU
- Memoria: 4 GB de RAM
- Gráficos: GeForce 400 or higher, AMD Radeon HD 4000 or higher, Intel HD 4000 or higher (DirectX 11 hardware support required)
- DirectX: Versión 11
- Almacenamiento: 4 GB de espacio disponible
- Tarjeta de sonido: DirectX compatible

Requisitos Recomendados:
- SO: Windows 7 (64 bit), Windows 8 (64 bit)
- Procesador: 2.5 GHz Quad Core CPU
- Memoria: 8 GB de RAM
- Gráficos: GeForce 500 or higher, AMD Radeon HD 5000 or higher
- DirectX: Versión 11
- Red: Conexión de banda ancha a Internet
- Almacenamiento: 4 GB de espacio disponible

### Linux/SteamOS
Requisitos Mínimos:
- SO: Ubuntu/SteamOS (latest)
- Procesador: 2 GHz Dual Core CPU
- Memoria: 4 GB de RAM
- Gráficos: GeForce 400 or higher, AMD Radeon HD 4000 or higher, Intel HD 4000 or higher
- Almacenamiento: 4 GB de espacio disponible

Requisitos Recomendados:
- Procesador: 2.5 GHz Quad Core CPU
- Memoria: 8 GB de RAM
- Gráficos: GeForce 500 or higher, AMD Radeon HD 5000 or higher
- Almacenamiento: 4 GB de espacio disponible